# Jugoslawische Eishockeyliga 1954/55
Die Saison 1954/55 war die 13. Spielzeit der jugoslawischen Eishockeyliga, der höchsten jugoslawischen Eishockeyspielklasse. Meister wurde zum insgesamt sechsten Mal in der Vereinsgeschichte der HK Partizan Belgrad.

## Endplatzierungen
1. HK Partizan Belgrad
2. S.D. Zagreb
3. HK Ljubljana
4. KHL Mladost Zagreb
5. HK Roter Stern Belgrad
6. Papirničar Vevče